# Ellen Thiemann
Ellen Thiemann, geb. Dietrich (* 23. Mai 1937 in Dresden; † 6. Mai 2018 in Köln) war eine deutsche Journalistin und Autorin.

## Leben
Ellen Dietrich zog 1957 mit ihrer Familie nach Ost-Berlin, wo sie als freiberufliche Kunstgewerblerin sowie für die DEWAG arbeitete. Daneben war sie ein begehrtes Model und erlangte eine gewisse Bekanntheit, als der Fotograf Klaus Fischer von ihr eine Serie von Aktfotos anfertigte, die im März 1971 und Mai 1972 in der Monatszeitschrift Das Magazin erschienen.
Seit 1960 war sie mit dem Fußballer und Sportjournalisten Klaus Thiemann verheiratet. Das Ehepaar wollte 1972 aus der DDR in den Westen flüchten. Doch am 29. Dezember 1972 wurde das Auto des Fluchthelfers, mit dem zunächst ihr elfjähriger Sohn Carsten aus dem Land gebracht werden sollte, nach offensichtlichem Verrat am Grenzübergang in der Chausseestraße/Invalidenstraße in Berlin von Grenzsoldaten angehalten und untersucht, wodurch der Fluchtplan vereitelt wurde.
Ellen Thiemann wurde am selben Tage verhaftet und nahm alle Schuld auf sich. Sie wurde zunächst in das Stasi-Gefängnis Berlin-Hohenschönhausen gebracht. Am 22. Mai 1973 wurde sie zu drei Jahren und fünf Monaten Zuchthaus verurteilt und in das Frauengefängnis Hoheneck eingeliefert, von denen sie zwei Jahre verbüßen musste.
Nach ihrer Entlassung Ende Mai 1975 wurde sie von ihrem Mann, der inzwischen mit einer anderen Frau zusammenlebte, am 8. Juli 1975 geschieden. Mit Hilfe des DDR-Anwalts Wolfgang Vogel wurde sie anschließend freigekauft und konnte die DDR am 19. Dezember 1975 mit ihrem Sohn Carsten verlassen. Später entdeckte sie, dass ihr geschiedener Mann als IM „Mathias“ für das Ministerium für Staatssicherheit Spitzeldienste geleistet und ihre Fluchtpläne verraten hatte.
Über ihre Gefängniszeit schrieb sie den Erlebnisbericht Stell dich mit den Schergen gut, der 1984 veröffentlicht wurde. Ihr Buch Der Feind an meiner Seite (2005) berichtet von den Recherchen in den Hinterlassenschaften der Staatssicherheit. Sie erzählt darin Interna des DDR-Sports wie über den Fußball-Verbandstrainer Georg Buschner, den BFC Dynamo und den 1. FC Union Berlin, Lutz Eigendorf, über Doping und die Einflussnahme des MfS auf den Fußball, aber auch über die Bespitzelung von Uwe Seeler, Franz Beckenbauer, Reporter des Kicker und andere anhand detaillierter Belege.
2011 erhielt Thiemann den Verdienstorden des Landes Nordrhein-Westfalen.

## Veröffentlichungen
- Stell dich mit den Schergen gut. Herbig, München 1990, ISBN 3-7766-1655-5.
- Der Feind an meiner Seite. Herbig, München 2005, ISBN 3-7766-2453-1 (mit einem Geleitwort von Joachim Gauck).[5]
- Wo sind die Toten von Hoheneck? Herbig, München 2013, ISBN 978-3-7766-2750-3 (mit einem Geleitwort von Norbert Lammert).